# Sa Kaeo
Pour la province de Thaïlande, voir Province de Sa Kaeo.
Sa Kaeo (สระแก้ว) est une ville de la région Est de la Thaïlande, chef-lieu de la Province de Sa Kaeo.